# Fira Barcelona

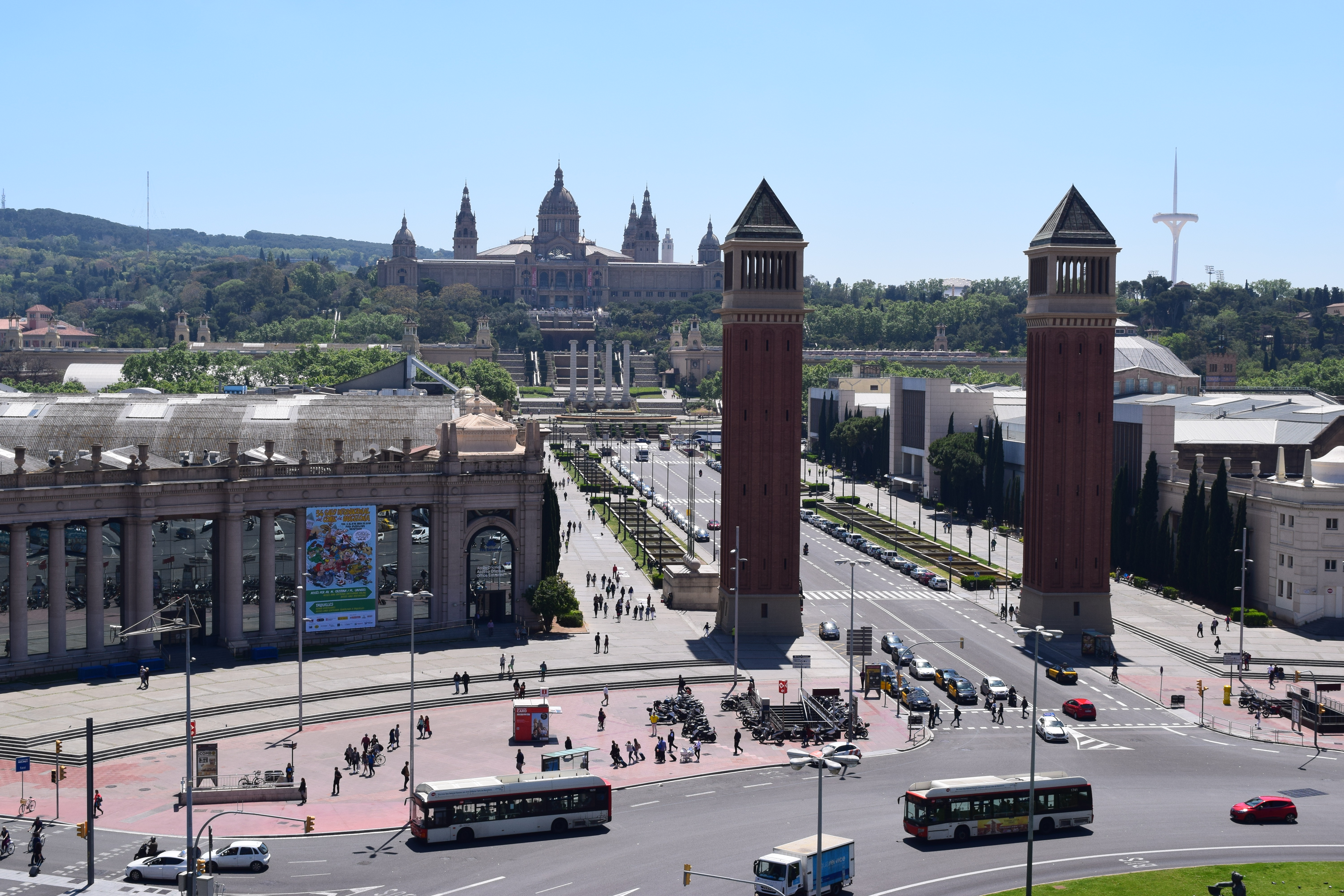
Recinto de Montjuic durante la celebración del Salón del Cómic.

La feria de Barcelona (en catalán: Fira Barcelona) es la institución ferial de Barcelona. Cada año organiza y acoge más de 270 salones, congresos y eventos corporativos de periodicidad diversa. Es, por lo tanto, la institución ferial más grande e importante de España y una de las más importantes de Europa y del mundo. 
Su aportación anual a la economía de la ciudad y su entorno se estima en más de 4.700 millones de euros, crea más de 35.000 puestos de trabajo y su actividad, además, genera valor social y público.[cita requerida]
Cada año pasan por las instalaciones 30.000 empresas y tres millones de personas .

## Historia
La tradición ferial de Barcelona se remonta a la Exposición Universal de 1888 y a la Exposición Internacional de 1929. 
En 1932 se constituyó oficialmente la sociedad Fira Internacional de Barcelona, declarada de utilidad pública.  La ley del 26 de marzo de 1943 le dé concedió el duopolio de ferias internacionales, junto con Valencia.  Dicho duopolio compartido con Barcelona no fue derogado sino hasta 1979.  En el año 2000 la Generalidad de Cataluña se incorporó a los órganos de gobierno, junto al Ayuntamiento de Barcelona y la Cámara de Comercio de Barcelona.
En 2010 revisó su plan estratégico, bajo la denominación de “nueva propuesta de valor”, para avanzarse a las exigencias del mercado sobre la base de reforzar el posicionamiento de los salones, potenciar la innovación y el conocimiento y dar un nuevo impulso al negocio internacional.

## Recintos

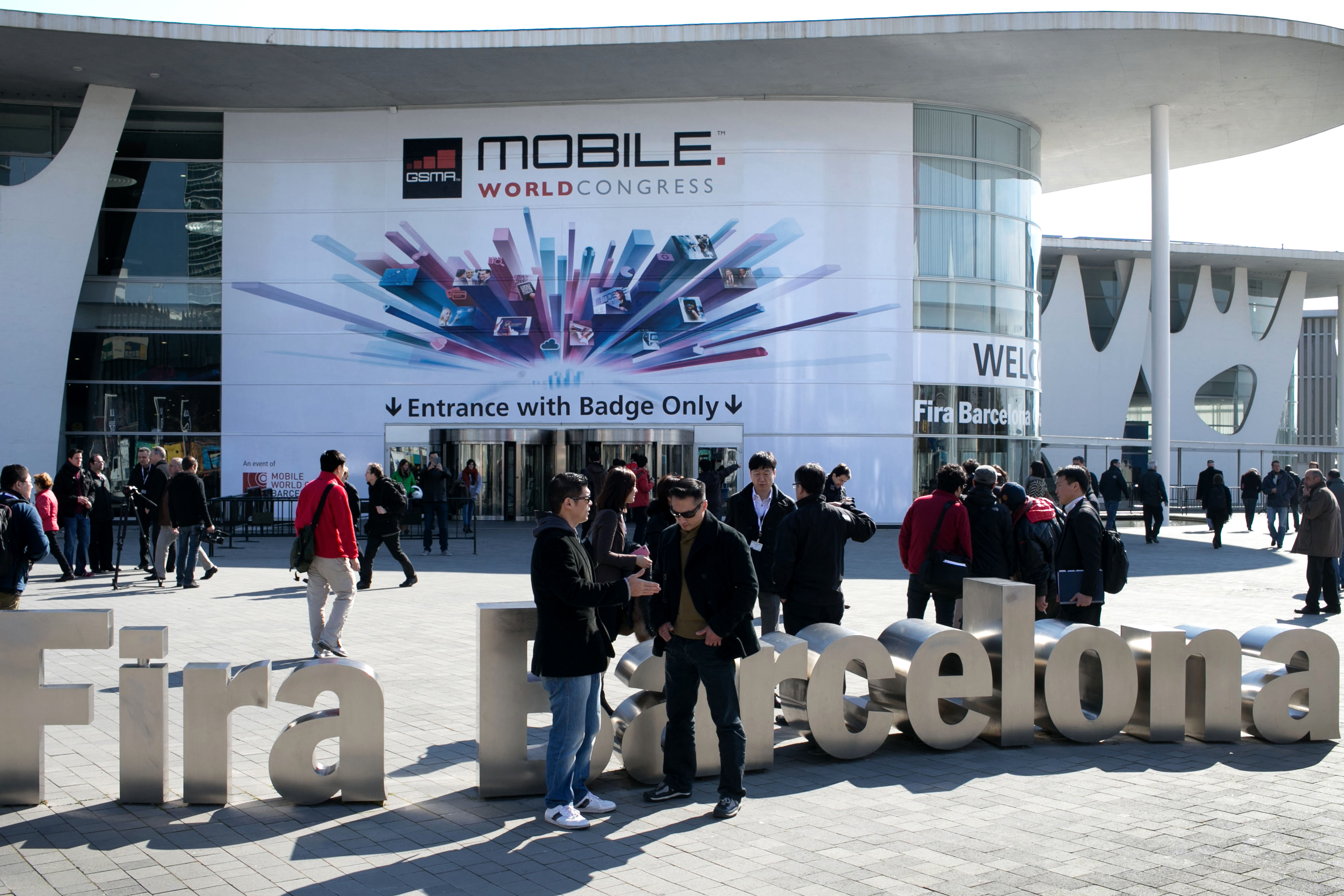
Recinto de Gran Vía durante el Mobile World Congress

Fira de Barcelona dispone de 500 000 m² brutos de superficie de exposición, una de las mayores de Europa, repartida en tres grandes recintos feriales: Montjuic y Gran Vía y el Centro de Convenciones Internacional de Barcelona (CCIB) desde noviembre de 2021.Desde 2025 también gestiona el Circuit de Barcelona-Catalunya, icono del motor, con 250.000 m².  
- Montjuic. Situado en la avenida de la Reina María Cristina y plaza de España de Barcelona, dispone de 7 palacios. 
  - Palacio de Congresos de Barcelona. Situado en el recinto de Montjuic, en la av. Reina María Cristina de Barcelona. Con una superficie bruta expositiva de más de 5800 m², dispone de un gran auditorio y 11 salas de conferencias independientes con una capacidad total para cerca de 2900 personas. En total tiene 153 000 m² interiores y 42 000 m² exteriores.
- Gran Via. Situado en la av. Joan Carles I, 64 de Hospitalet de Llobregat, dispone de 8 pabellones. Fue construido por el arquitecto japonés Toyo Ito. 
  - Centro de convenciones Gran Vía. Es un espacio totalmente modular y versátil con capacidad para acoger entre 3000 y 12 000 asistentes. El recinto de Gran Vía, además, dispone de diferentes salas repartidas por los pabellones.
  - Está prevista la ampliación del recinto ferial en una zona al lado opuesto de la avenida Joan Carles I con un edificio con dos torres de 70 metros. En total se sumarán unos 60 000 m² a los 200 000 ya existentes para un total de 460 000 m². Las dos zonas feriales se conectaran con una pasarela.

- Centro de Convenciones Internacional de Barcelona (CCIB). Situado en la Plaça Willy Brandt, en la zona de Diagonal Mar, este recinto tiene un área de 100 000 m²[cita requerida]

## Eventos
Algunos de los principales salones y congresos que se celebran son: MWC Barcelona, ISE, Alimentaria & Hostelco, Hispack, Smart City Expo World Congress, Automobile Barcelona, Ibtm World, Barcelona Bridal Fashion Week, Piscina&Wellness Barcelona, Salón Náutico, Seafood Global Expo, Salón del Cómic, entre otros.
Fira de Barcelona, además, acoge eventos de carácter social, cultural y corporativo, especialmente del ámbito de la salud y la tecnología como los congresos de Cardiología, Respiratorio, Gastroenteorología y Cirugía Refractaria y Cataratas, así como las reuniones de las multinacionales VM Ware, Microsoft, HP y SAP. 
Fira de Barcelona trabaja para desarrollar nuevas oportunidades en el negocio exterior, potenciando la participación de expositores de salones de Fira en certámenes de otros países, replicar algunos salones que se celebran en Barcelona y ofrecer servicios, tecnología, gestión y asesoramiento ferial a otros organizadores y recintos.[cita requerida]
| Salón                                                                 | Ubicación                                   | Asistentes                       |
| --------------------------------------------------------------------- | ------------------------------------------- | -------------------------------- |
| Automobile (Salón Internacional del Automóvil)                        | Montjuic                                    | 800 000 (2019)                   |
| Salón del Manga de Barcelona                                          | Montjuic (2012)                             | 150 000 (2019)                   |
| Alimentaria                                                           | Gran Vía                                    | 150 000 (2019)                   |
| Hostelco, Salón Internacional del Equipamiento para Restauración      | Gran Vía                                    | 150 000 (2019)                   |
| NiceOne Barcelona                                                     | Montjuïc (hasta 2017) Gran Vía (desde 2018) | 122 000 (2019)                   |
| Salón Internacional del Cómic de Barcelona                            | Montjuic                                    | 120 000 (2019)                   |
| Mobile World Congress                                                 | Montjuic (hasta 2012) Gran Vía (desde 2013) | 109 000 (2019)                   |
| Saló de l'Ensenyament                                                 | Gran Vía                                    | ± 100 000 (2019)                 |
| Salón Náutico Internacional de Barcelona                              | Port Vell                                   | 57 000 (2019)                    |
| Construmat                                                            | Gran Vía                                    | 54.368                           |
| Salón Internacional del Caravaning                                    | Montjuic                                    | 50 000 (2019)                    |
| Salón Internacional del Embalaje Hispack                              | Gran Vía                                    | 45 000 (2012)                    |
| IBTM - Salón Profesional de la Industria de Viajes de Negocios        | Gran Vía                                    | 15 000 (2019)                    |
| Expoquimia, Equiplast y Eurosurfas                                    | Gran Vía                                    | 35 000 (2017)                    |
| Salón Internacional de la Piscina                                     | Gran Vía                                    | -                                |
| Barcelona Bridal Fashion Week                                         | Montjuïc                                    | -                                |
| Graphispag                                                            | Gran Vía                                    | -                                |
| Smart City Expo World Congress                                        | Gran Vía                                    | 20 489 (2020)                    |
| Bizbarcelona, salón de empresarios y emprendedores                    | Montjuic                                    | 11 635 (presencial+online)(2020) |
| Liber, Feria Internacional del Libro                                  | Montjuic                                    | 11 000                           |
| Barcelona Meeting Point                                               | Montjuic                                    | 16 000 (2020)                    |
| Salón Internacional de la Logística (SIL)                             | Montjuic                                    | -                                |
| Salón Internacional del Turismo de Cataluña                           | Montjuic                                    | 35 941 (2020)                    |
| Barcelona Wine Week                                                   | Montjuic (3-5 de febrero)                   | 15 500 (2020)                    |
| BNEW(Barcelona New Economy Week)                                      | (6-9 de octubre)                            | 10 000 (2020)                    |
| ISE (Integrated Sistems Events)                                       | (1-2 de junio)                              | -                                |
| IAAPA(Feria para la industria de la atracción en Europa)              | (27-30 de septiembre)                       | -                                |
| Tomorrow Mobility (nuevo 2021)                                        | (16-18 de noviembre)                        | -                                |
| Congreso Internacional de Transporte Público (UITP)(nuevo 2023)       | -                                           | -                                |
| Congreso Mundial de la Unión Internacional de Arquitectos(nuevo 2026) | -                                           | -                                |

### Mobile World Congress

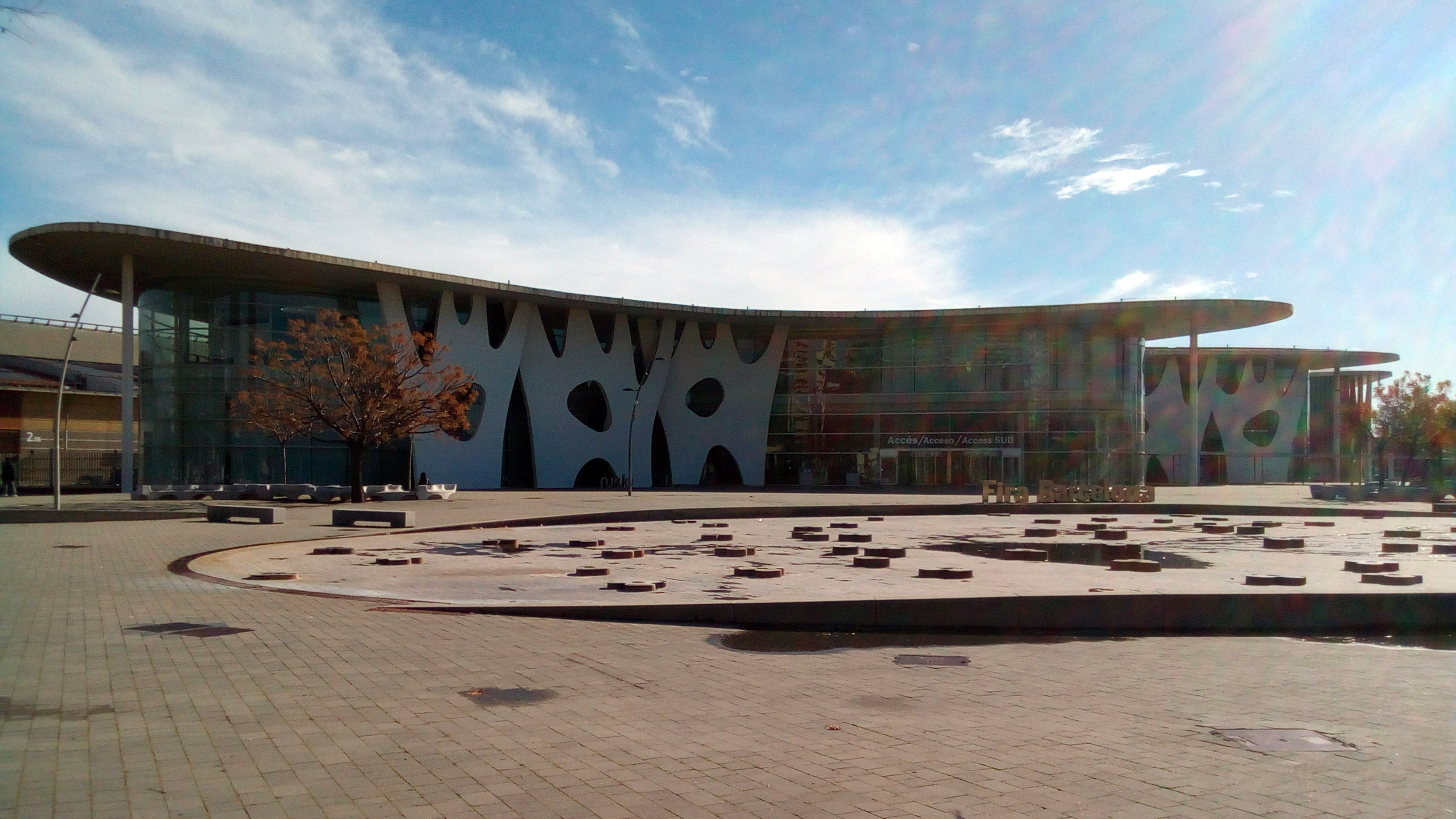
Fira Gran Vía

Fira de Barcelona acoge cada año numerosos congresos y actividades empresariales, sociales, culturales e institucionales en las instalaciones de los recintos de Montjuic y Gran Vía, donde cuenta con el Palacio de Congresos de Barcelona (recinto de Montjuic) y el Centro de Convenciones, respectivamente. 
En julio de 2011, GSM Association, que representa los intereses de 800 operadoras de telefonía móvil de todo el mundo y de más de 200 empresas del ecosistema móvil, eligió Barcelona como Mobile World Capital para el período 2012-2018, título que se prorrogó hasta 2023 en julio de 2015. En 2022, GSMA anunció la ampliación de la vinculación con Barcelona hasta 2030 y la actualización del contrato con la capital catalana para que se prorrogue de manera automática a partir de 2030 con la voluntad de convertir Barcelona en la sede permanente del congreso.
Impulsado por el Ministerio de Industria, Energía y Turismo, la Generalidad de Cataluña, el Ayuntamiento de Barcelona, Fira de Barcelona y GSMA, Mobile World Capital Barcelona es una iniciativa para convertir la ciudad condal en centro mundial permanente sobre comunicaciones móviles donde las personas, empresas e instituciones trabajen conjuntamente para aprovechar el potencial de las tecnologías móviles como elemento transformador de la vida cotidiana y creador de nuevas oportunidades de negocio. 
Entre otros importantes acontecimientos, Fira ha sido sede del Congreso Mundial de Cardiología en 2006 y el Congreso Europeo de Cardiología en 1999 y 2009, organizados por la Sociedad Europea de Cardiología; el 14º Congreso Mundial del SIDA en 2002, organizado por la Sociedad Internacional de SIDA; la Convención Internacional de Rotary Club en 2002, organizada por Rotary International; la Reunión sobre el Cambio Climático de Naciones Unidas en 2009 e ITMA, el mayor encuentro mundial de la tecnología y la industria textil, celebrado en 2011.[cita requerida]